# Klementyna Hoffmanowa

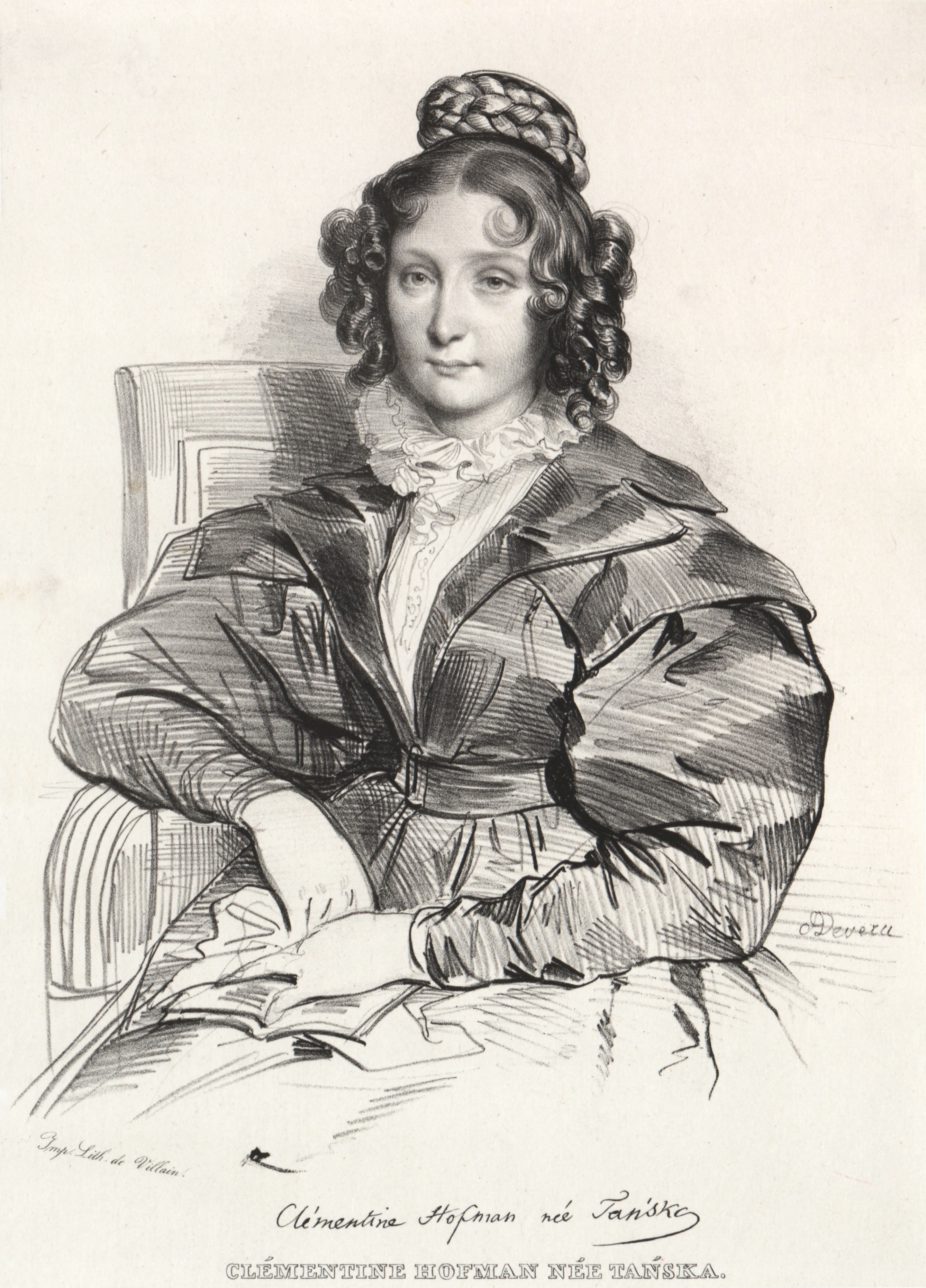
Klementyna Hoffmanowa

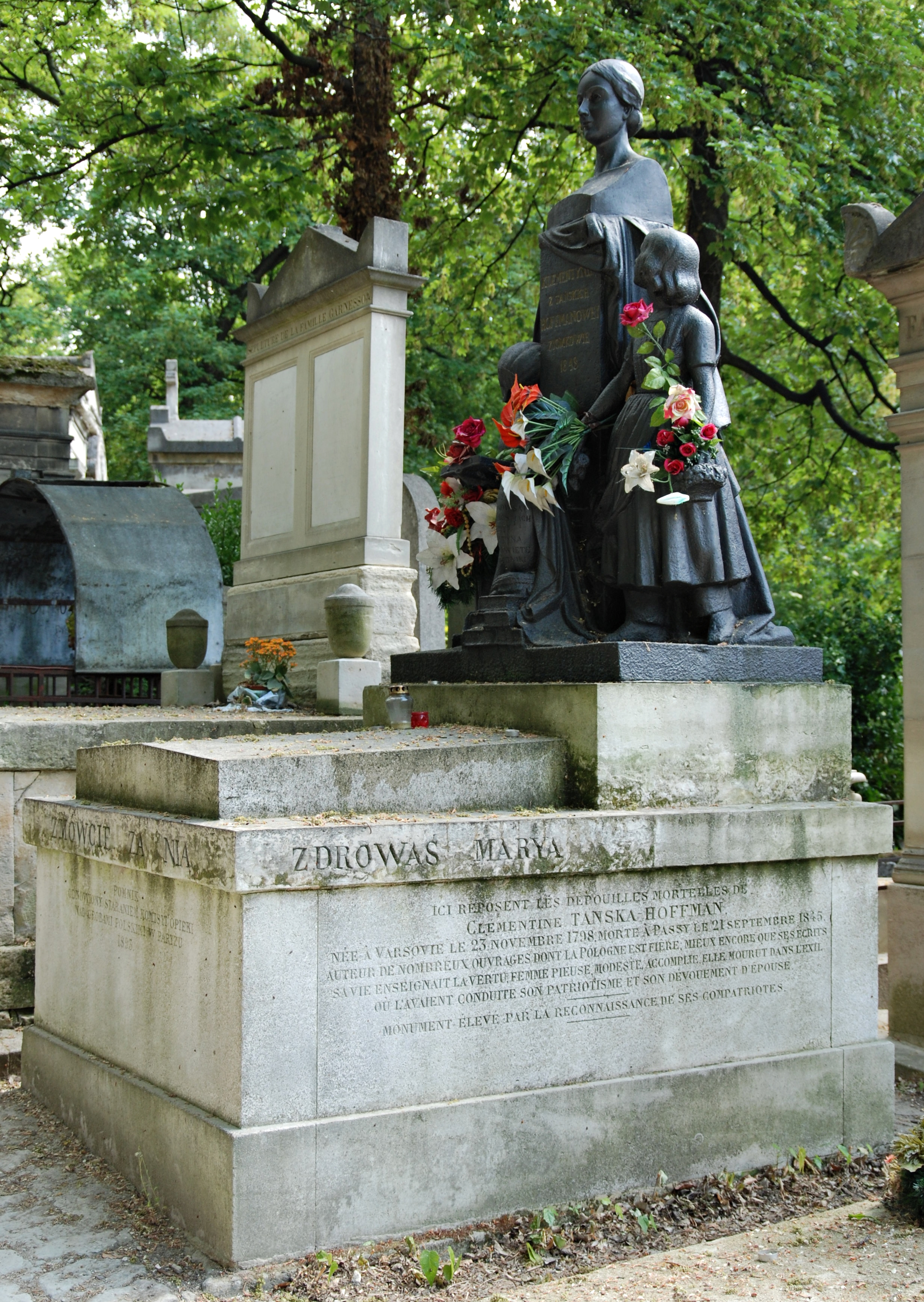
Hoffmanowas Grabmal auf dem Friedhof Père-Lachaise

Klementyna Hoffmanowa (eingedeutscht: Klementine Hoffmann; * 23. November 1798 in Warschau; † 21. September 1845 in Passy) war eine polnische Schriftstellerin. Sie war die Begründerin der polnischen Kinder- und Jugendliteratur.

## Leben und Werk
Klementyna Hoffmanowa, geborene Tańska, entstammte einer kleinadligen polnischen Familie und war die dritte Tochter des Autors Ignacy Tański und seiner Gemahlin Maryanna Czempińska. Als kleines Kind wurde sie, als ihr Vater 1802 in den Dienst am Hof der Magnatenfamilie Czartoryski in Pulawy eintrat, von ihrer Familie getrennt und bei Verwandten einquartiert. Dort genoss sie eine sorgfältige, wenn auch mehr französische als polnische Erziehung. Einige Zeit nach dem am 15. August 1805 erfolgten Tod ihres Vaters übersiedelte sie als 12-Jährige zu ihrer wieder in Warschau lebenden Mutter sowie ihrer Großmutter. Nun machte sie gründliche Studien der polnischen Sprache, Literatur und Geschichte. In der Folge übte sie als eine der ersten Frauen in Polen den Beruf einer Autorin aus, während damals nur wenige Frauen dieses Landes überhaupt literarisch aktiv waren.
1818 verfasste Klementyna Tańska Sechs historische Novellen und wurde bereits im Folgejahr mit ihrem ersten Roman Pamiatka po dobrej matce, czyli ostatnie jej rady dla córki (Andenken der guten Mutter oder ihre letzten Ratschläge an die Tochter, Warschau 1819) eine der beliebtesten Schriftstellerinnen für Kinder und Mütter. Das einen Leitfaden für die Mädchenerziehung darstellende Werk erlebte viele Neuauflagen und wurde von der Regierung Kongresspolens sogar zur Grundausstattung von Mädchenschulen erklärt. Die Autorin vertrat darin den Standpunkt, dass Bildung den Frauen in erster Linie praktische Fertigkeiten für das Leben vermitteln solle und sie trug durch ihr literarisches Schaffen wesentlich dazu bei, dem Utilitarismus in der Frauenbildung in Polen Popularität zu verschaffen. Des Weiteren schrieb sie die Kindererzählungen Amelia matką (Mutter Amelia, 3 Bd.e, 1822–24) und Wiązanie Helenki (1823).
Nachdem die von Rousseau beeinflusste Klementyna Tańska mit ihrem ersten Roman den Durchbruch geschafft und 1823 eine hohe staatliche pekuniäre Unterstützung erhalten hatte, gründete und redigierte sie nach dem Vorbild von Christian Felix Weißes Der Kinderfreund seit 1824 die erste polnische Kinderzeitschrift Rozrywki dla dzieci (Unterhaltungen für Kinder). Dieses bis Ende 1828 publizierte, sehr populäre Monatsblatt vermittelte neben moralischen Werten auch polnisches Nationalbewusstsein. In der Kinderzeitung erschienen auch die beiden Romane Listy Elzbiety Rzeczyckiej (Briefe der Elzbieta Rzeczycka, 1824) sowie Dziennik Franciszki Krasińskiej w ostatnich latach panowania Augusta III pisany (Tagebuch der Franciszka Krasińska, geschrieben während der letzten Regierungsjahre König Augusts III., 1825); letzteres Werk wurde in mehrere Sprachen übersetzt, u. a. in Englisch und Deutsch.
Die Regierung übertrug Klementyna Tańska 1824 die Aufsicht über vier Mädchenschulen in Warschau. Im nächsten Jahre wurde sie Lehrerin für „weibliche Moral“ am neu errichteten Erzieherinneninstitut in derselben Stadt, wo erstmals polnische Lehrerinnen ausgebildet wurden. 1827 erhielt sie das gut entlohnte Amt einer Oberaufseherin über sämtliche Mädchenschulen in Warschau. 1829 heiratete sie den Juristen und Schriftsteller Karol Boromeusz Hoffmann und nannte sich nun meist Klementyna Tańska Hoffmanowa. 
Nach dem Ausbruch des Warschauer Novemberaufstands 1830, der zur Erlangung der polnischen Unabhängigkeit von Russland führen sollte, gründete Klementyna Tańska Hoffmanowa eine Frauenorganisation zur Sammlung von finanziellen Mitteln und Hilfsgütern für ihre rebellierenden Landsleute und widmete sich auch der Pflege im Kampfe Verwundeter. Sie folgte ihrem Gatten 1831 nach der Unterdrückung des Aufstands zuerst nach Dresden sowie 1832 ins Exil nach Paris. Dort beschäftigte sie sich mit literarischen Arbeiten und der Erziehung der Kinder der polnischen Emigranten, hatte aber auf das politische Leben ihrer exilierten Landsleute keinen großen Einfluss.
Aus dieser Zeit stammten ihre größeren Schriften (Romane, Erzählungen, Unterrichtsbücher für Mädchen religiös-sittlichen und historischen Inhalts):
- Karolina, 3 Bde., Leipzig 1839.
- O moralnosci dla kobiet. Krakau 1841.
- Krystyna, Leipzig 1841.
- Jan Kochanowski w Czarnolesie, Leipzig 1842.
- Opis przejazdu przez Niemcy, Leipzig: Breitkopf und Haertel, 1844.

Klementyna Tańska Hoffmanowa unternahm während der Zeit ihres französischen Exils mehrfach Reisen in der Schweiz, in Deutschland und in Italien. 1845 kehrte sie nach Paris zurück und erlag am 21. September dieses Jahres im Alter von nur 46 Jahren den Folgen einer schweren Krankheit. Sie ist auf dem Pariser Friedhof Père-Lachaise bestattet. Ihr literarischer Nachlass erschien in 9 Bänden (Berlin 1848), wobei die ersten 3 Bände ihre Memoiren, der vierte bis sechste Band Auszüge aus ihren Vorträgen in Warschau über die Pflichten des weiblichen Geschlechts, der siebte Band moralische u. a. Sentenzen aus ihrem Tagebuch sowie der achte und neunte Band Auszüge aus verschiedenen Schriften enthalten. Eine neuere Gesamtausgabe ihrer Werke besorgte N. Zmichowska (12 Bde., Warschau 1875–77).